# Paris-Roubaix Femmes
Cet article concerne la compétition féminine. Pour la compétition masculine, voir Paris-Roubaix.
Paris-Roubaix Femmes (également appelé Paris-Roubaix Femmes avec Zwift pour des raisons de parrainage) est une course cycliste féminine française créée en 2020 qui se déroule au mois d'avril, en prélude de son homologue masculine.

## Histoire

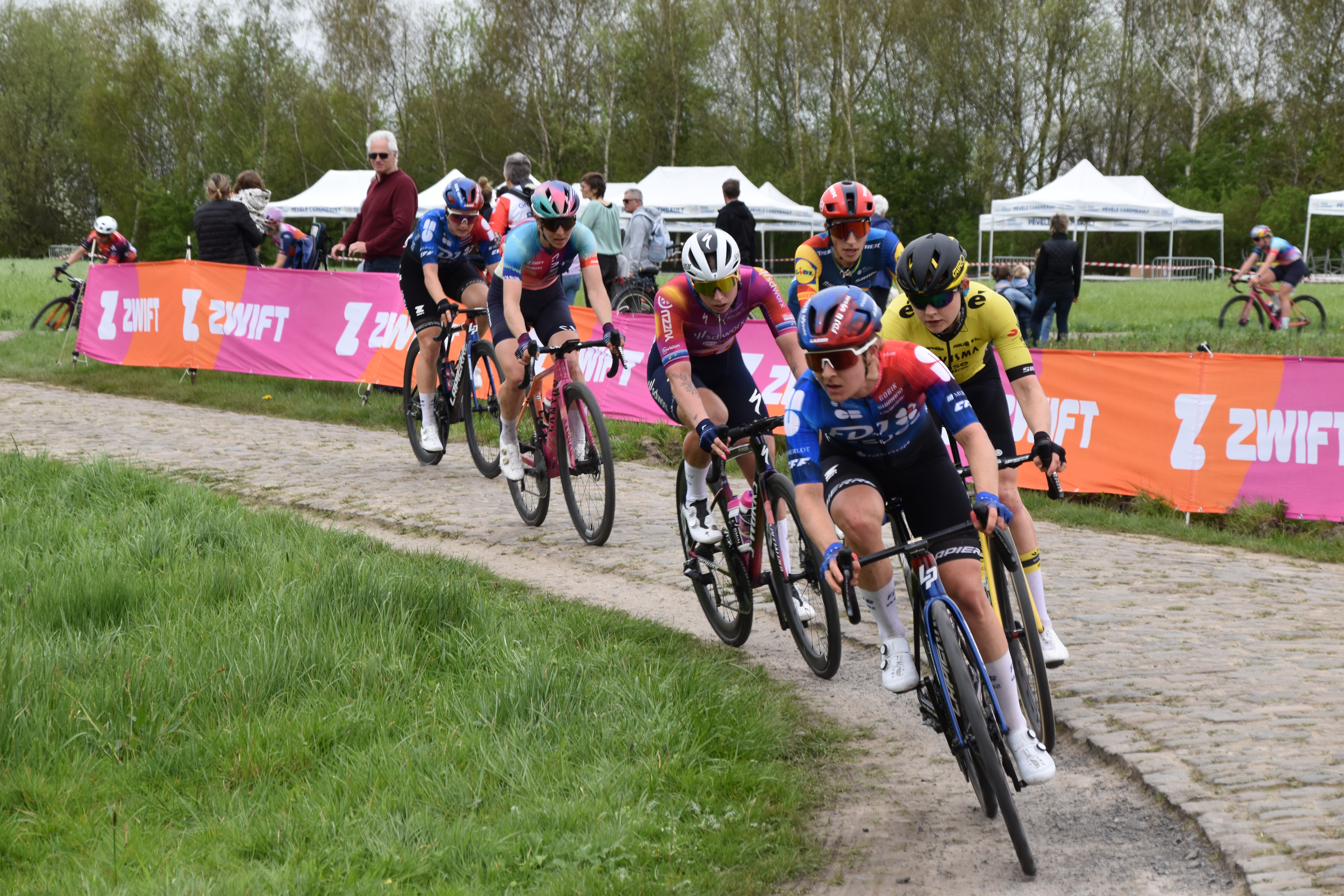
Un groupe de contre lors l'édition 2024 dans le secteur n°12 d'Auchy-lez-Orchies à Bersée.

La création d'une version féminine de Paris-Roubaix est annoncée en 2020, après le chamboulement du calendrier World Tour 2020 en raison de la pandémie de Covid-19. Elle est créée à l'initiative de l'UCI, en collaboration avec Amaury Sport Organisation, organisateur de Paris-Roubaix. La première édition devait se tenir dès octobre 2020, mais elle est finalement repoussée en 2021 en raison de la résurgence de la pandémie en France.
125 ans après la création de Paris-Roubaix, la première édition de Paris-Roubaix Femmes se déroule le 2 octobre 2021.

## Évolution du parcours
Le départ de la course est donné à Denain. Pour la première édition en 2021, le parcours comprend un peu plus de 116 km et compte 17 secteurs pavés, dont les pavés de Mons-en-Pévèle et ceux du Carrefour de l'Arbre. L'arrivée est située sur le vélodrome de Roubaix,. L'édition suivante est tracée sur 124,7 kilomètres, puis le parcours est significativement augmenté à 145,4 kilomètres en 2023 pour un total de 29,2 kilomètres de secteurs pavés. En 2024 et 2025, le parcours est identique : 148,5 km, dont 29,2 de pavés, répartis en 17 secteurs.
| Secteur | Localisation                              | Longueur |
| ------- | ----------------------------------------- | -------- |
| 17      | Hornaing > Wandignies-Hamage              | 3 700 m  |
| 16      | Warlaing > Brillon                        | 2 400 m  |
| 15      | Tilloy-lez-Marchiennes > Sars-et-Rosières | 2 400 m  |
| 14      | Beuvry-la-Forêt > Orchies                 | 1 400 m  |
| 13      | Orchies                                   | 1 700 m  |
| 12      | Auchy-lez-Orchies > Bersée                | 2 700 m  |
| 11      | Mons-en-Pévèle                            | 3 000 m  |
| 10      | Mérignies > Avelin                        | 700 m    |
| 9       | Pont-Thibaut > Ennevelin                  | 1 400 m  |
| 8       | Templeuve - l'Épinette                    | 200 m    |
| 8       | Templeuve - Moulin-de-Vertain             | 500 m    |
| 7       | Cysoing > Bourghelles                     | 1 300 m  |
| 6       | Bourghelles > Wannehain                   | 1 100 m  |
| 5       | Camphin-en-Pévèle                         | 1 800 m  |
| 4       | Carrefour de l'Arbre                      | 2 100 m  |
| 3       | Gruson                                    | 1 100 m  |
| 2       | Willems > Hem                             | 1 400 m  |
| 1       | Roubaix                                   | 300 m    |

## Palmarès
| Année | Vainqueur              | Deuxième         | Troisième            |
| ----- | ---------------------- | ---------------- | -------------------- |
| 2021  | Lizzie Deignan         | Marianne Vos     | Elisa Longo Borghini |
| 2022  | Elisa Longo Borghini   | Lotte Kopecky    | Lucinda Brand        |
| 2023  | Alison Jackson         | Katia Ragusa     | Marthe Truyen        |
| 2024  | Lotte Kopecky          | Elisa Balsamo    | Pfeiffer Georgi      |
| 2025  | Pauline Ferrand-Prévot | Letizia Borghesi | Lorena Wiebes        |

### Podiums par nation
| Rang | Nation          | 1er | 2e | 3e | Total |
| ---- | --------------- | --- | -- | -- | ----- |
| 1    | Italie          | 1   | 3  | 1  | 5     |
| 2    | Belgique        | 1   | 1  | 1  | 3     |
| 3    | Grande-Bretagne | 1   | 0  | 1  | 2     |
| 4    | Canada          | 1   | 0  | 0  | 1     |
| 4    | France          | 1   | 0  | 0  | 1     |
| 6    | Pays-Bas        | 0   | 1  | 1  | 2     |

## Polémique
La comparaison des primes versées aux coureuses de Paris-Roubaix Femmes, presque vingt fois moins importantes que celles reçues par leurs homologues masculins, entraîne une polémique, Marion Clignet, présidente de l’Association française des coureures cyclistes, déclarant notamment « Ce n’est clairement pas normal [...] On dirait des prix de kermesse ». En 2021, la vainqueure de la première édition touche 1 535 € quand le vainqueur remporte 30 000 €, le total des dotations étant de 7 005 € pour les femmes contre 91 000 € pour les hommes. L'organisateur compte sur la présence future de nouveaux sponsors pour résorber cet écart.
En 2022, la dotation financière globale monte à 50 000 €, dont 20 000 € pour la gagnante.